# 東方典礼カトリック教会

キリスト教教派の系統図。東方典礼カトリック教会が正教会から分かれてローマ・カトリック教会に帰属した系統が表されている。ただし東方典礼カトリック教会には東方諸教会からローマ教皇に帰属した教会も多い。

東方典礼カトリック教会（とうほうてんれいカトリックきょうかい、ギリシア語: Ανατολικές Καθολικές Εκκλησίες、ラテン語: Ecclesiae Catholicae Orientales、英語: Eastern Catholic Churches）は、正教会や東方諸教会で用いられる典礼を使いながら、ローマ教皇権を認めてカトリック教会の教義を受け入れ、ローマ・カトリック教会とフル・コミュニオン関係にあるキリスト教の諸教会の総称。ここで用いられるRitus(日本語に置き換えるなら典礼) は、単に典礼祭儀の伝統のみを意味するのではなく、典礼・神学・規範・霊性を内包する包括的な概念である。

## 名称
東方カトリック教会、帰一教会（きいつきょうかい）、ユニア教会、ユニエート教会、東方帰一教会、東方典礼、合同派などとも呼ばれる。
自権者 Sui iuris（独立教会）でありながらカトリックに帰属するに至ったという意味でユニエイト（英語: Uniate）という概念ができた。これは元々は自称であり、カトリック教会でも20世紀初めまでは使われた。しかし正教会で多く蔑称として使われた用語でもあり、現在ローマ教皇庁がこの用語を使うことはない。

## 歴史
近世以降、正教会などでウクライナやトランシルヴァニアを中心にローマ教皇の支配を認めて、元の教会から離れるものが出た。この帰属の変化は、宗教としての教義上・教団内部の政治上・外的要因として世俗政治上等、さまざまな理由によるが、東方典礼カトリック教会諸派のうち最大規模であるウクライナ東方典礼カトリック教会に代表されるように、ローマ・カトリックの信仰の強いポーランド・リトアニア共和国の政治的・文化的影響が非常に強い。そのために東方典礼カトリック教会諸派は正教会の信徒から「裏切り者」と敵視される傾向にあり、ロシアでは厳しい弾圧を受けた。
正教会からの帰一教会は多く正式名称をビザンチン＝カトリック（旧称ギリシア＝カトリック）という。対して正教会ではこれをユニエイトと呼ぶ。フィレンツェ公会議以後、正教会から分離したものであり、ロシア、ウクライナ等に分布するほか、近代以降北アメリカや西ヨーロッパにも移民によって広がっている。典礼は正教会同様、東方典礼を中心とし、ほぼ同じ聖人暦を持ち、司祭の妻帯を認めるなど、外形的にも正教会と共通の点を多く持つ一方、ローマ首位権の承認、フィリオクェ句の受容など、神学的にはローマ・カトリック教会と同一の立場にある。
正教会からみた帰一教会は、自教派から出た異端であり、ルーシ民族主義の感情も相まって現在も正教会の一部の教会では、ローマとの和解の条件に帰一教会の解消と正教会への復帰を挙げるものがある。日本ハリストス正教会においても「ユニエート」と呼称・表記することが多いが、蔑称として用いる意図はなく、自らの「普遍性 (Catholic)」を自認する事から「東方典礼カトリック」と呼ぶ事を避けるべき立場にある事情や、「ローマ・カトリック教会に『帰る』」という認識を西方教会と共有するかのような「帰一教会」という呼称を避けるべき立場にあるという事情などによる。

## 東方典礼カトリック教会の司教
西方のカトリック（ラテン典礼）の司教はローマ教皇に直属するが、東方典礼カトリック教会の司教は教皇に直属せず、アレクサンドリア（コプト典礼カトリック教会）、アンティオキア（シリア典礼カトリック教会、メルキト・ギリシャ典礼カトリック教会、マロン典礼カトリック教会）、バグダード（カルデア典礼カトリック教会）、ベイルート（アルメニア・カトリック教会）という六つのカトリック東方総大司教座の一つ、または東方大司教座の一つに属する。
ビザンチン（ギリシャ）典礼の教会はこれらの東方総大司教座ではなく、それぞれの大司教座に属するが、教皇直属の司教座も存在する。
これらの教会は、ラテン典礼のカトリック教会（ローマ・カトリック教会）とは異なる典礼様式を使用するが、聖体拝領は完全に共同で行われうる。

## 東方典礼カトリック教会の一覧

東カトリック特定教会の本部がある国（赤：ビザンツ式典礼、緑：アレクサンドリア式典礼、黄色：その他）

- アルバニア・ビザンティン典礼カトリック教会 (w:Albanian Byzantine Catholic Church)
- アルメニア典礼カトリック教会 (w:Armenian Catholic Church)
- イタロ＝アルバニア典礼カトリック教会 (w:Italo-Albanian Catholic Church)
- ウクライナ東方典礼カトリック教会
- エチオピア典礼カトリック教会 (w:Ethiopian Catholic Church)
- カルデア典礼カトリック教会
- ギリシャ・ビザンティン典礼カトリック教会 (w:Greek Byzantine Catholic Church)
- クロアチア東方典礼カトリック教会 (w:Byzantine Church of Croatia, Serbia and Montenegro)
- コプト典礼カトリック教会 (w:Coptic Catholic Church)
- シリア典礼カトリック教会 (w:Syriac Catholic Church)
- シリア＝マラバル典礼カトリック教会 (w:Syro-Malabar Catholic Church)
- シリア＝マランカラ典礼カトリック教会 (w:Syro-Malankara Catholic Church)
- スロヴァキア東方典礼カトリック教会 (w:Slovak Greek Catholic Church)
- ハンガリー東方典礼カトリック教会 (w:Hungarian Greek Catholic Church)
- ブルガリア東方典礼カトリック教会 (w:Bulgarian Greek Catholic Church)
- ベラルーシ東方典礼カトリック教会 (w:Belarusian Greek Catholic Church)
- マケドニア東方典礼カトリック教会 (w:Macedonian Greek Catholic Church)
- マロン典礼カトリック教会
- メルキト・ギリシャ典礼カトリック教会 (w:Melkite Greek Catholic Church)
- ルーマニア東方典礼カトリック教会 (w:Romanian Church United with Rome, Greek-Catholic)
- ルテニア典礼カトリック教会 (w:Ruthenian Catholic Church)
- ロシア東方典礼カトリック教会 (w:Russian Greek Catholic Church)

### General
- Orientale Lumen - Apostolic Letter of Pope John Paul II on the Eastern Churches
- Codex Canonum Ecclesiarum Orientalium - original text of the Code of Canons of the Eastern Churches, with concordance
- Code of canons of the Oriental Churches - defective English translation, with concordance
- Instruction for Applying the Liturgical Prescriptions of the Code of Canons of the Eastern Churches - Instruction by Congregation for the Eastern Churches
- What All Catholics Should Know About Eastern Catholic Churches
- Eastern Catholics in the United States of America - adapted from a similar publication by the Australian Catholic Bishops' Conference
- CNEWA Papal Agency for the support of Eastern Catholic Churches
- Congregation for the Oriental Churches: Profile
- The Eastern Catholic Churches Statistics, 2006